# Fujiwara no Nakamaro
Fujiwara no Nakamaro, conosciuto anche come Emi no Oshikatsu (藤原仲麻呂?; 706 – Ōmi, 17 ottobre 764) è stato un politico giapponese, statista e cortigiano durante il periodo Nara.
Appartenente al potente clan Fujiwara, tra gli anni quaranta e la metà degli anni sessanta dell'VIII secolo, durante i regni dell'imperatore Shōmu, dell'imperatrice Kōken e dell'imperatore Junnin, assunse alti incarichi di governo, condizionando le vicende politiche di quel periodo. Morì nel 764, giustiziato insieme a una trentina di suoi stretti familiari e seguaci, a seguito di una ribellione da lui pianificata per riprendere il controllo della corte imperiale.

## Biografia

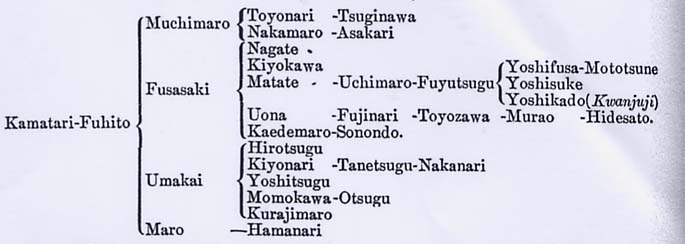
Albero genealogico della famiglia Fujiwara come appare in Edmond Papinot, Historical and geographical dictionary of Japan, 1910

### Primi anni
Nato intorno al 706, Fujiwara no Nakamaro era il secondogenito di Fujiwara no Muchimaro (680–737), fondatore del cosiddetto ramo meridionale (Nanke) del clan Fujiwara. Quando nacque, il padre Muchimaro ricopriva nella corte imperiale la carica di Daigaku no kami  (大学頭), funzionario responsabile dell'Accademia imperiale, il Daigaku-ryō.
Il nonno paterno di Nakamaro, Fujiwara no Fuhito (659-729), dal 708 svolgeva l'incarico di Ministro della Destra (udaijin), uno dei tre ministri che formavano il corpo amministrativo centrale del Consiglio di Stato (Daijō-kan), ed era stato uno dei recensori del codice Taiho e del codice Yōrō.
Nel 721, un anno dopo la morte del nonno Fuhito, il giovane Nakamaro, definito nello Shoku Nihongi come persona acuta, intelligente e colta, abile in aritmetica, venne nominato consigliere di secondo grado (chū-nagon), una posizione nel rango di corte inferiore, come consuetudine, a quella occupata dal padre e dal fratello maggiore Toyonari.

### Carriera

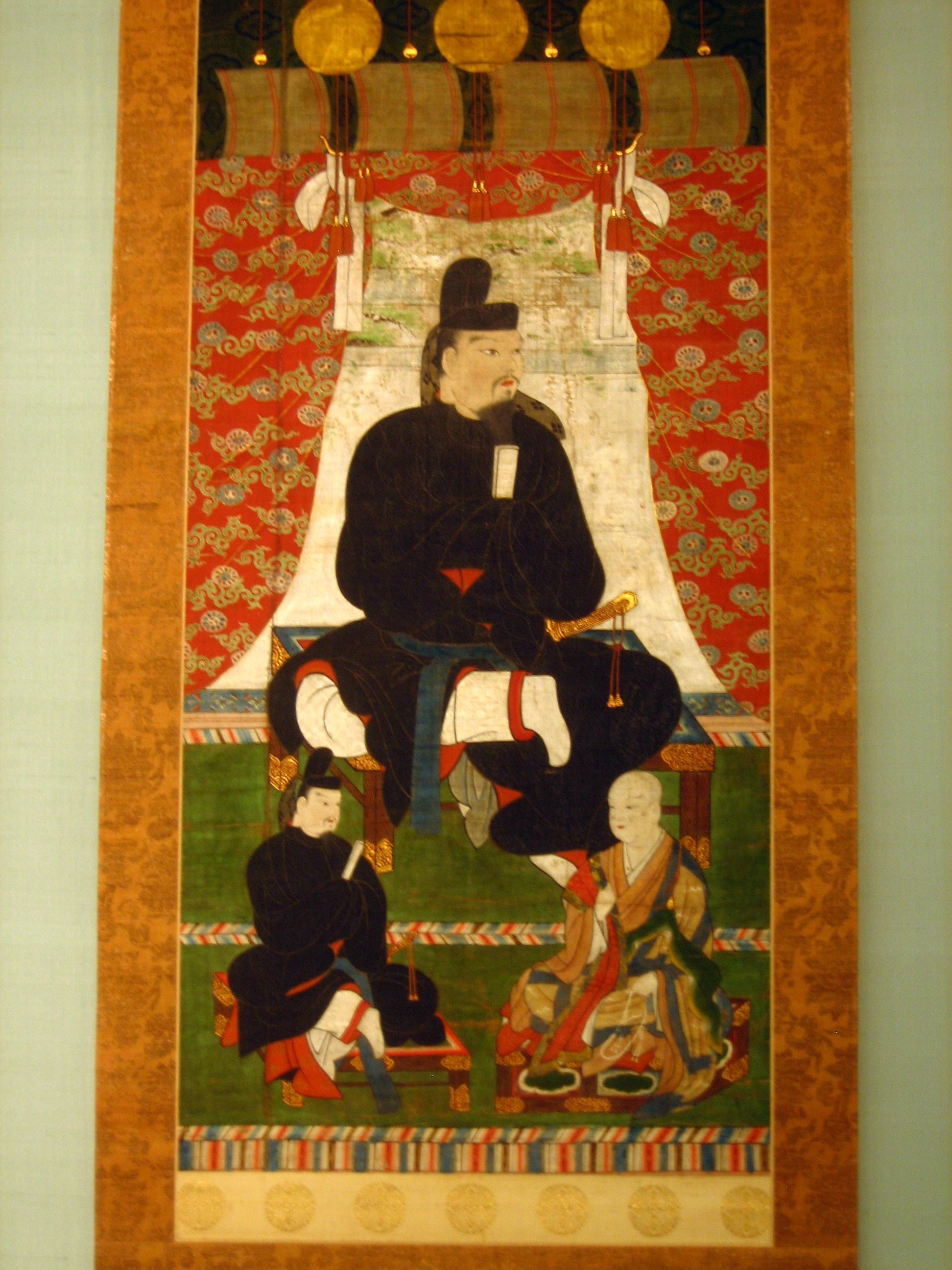
Fujiwara no Kamatari, il fondatore del clan Fujiwara, con i suoi due figli

Nel 725, poco dopo l'avvento al trono dell'imperatore Shōmu (724-749), Nakamaro ricoprì l'incarico di udoneri (内舎人), assistente di palazzo e l'anno successivo entrò nell'Accademia come assistente minore (daigaku no shō jō).

#### I Quattro Fujiwara
Negli anni trenta il Daijō-kan, l'organo più alto del governo imperiale, era controllato da quattro figli di Fujiwara no Fuhito, noti come i "Quattro Fujiwara", che ne ricoprivano quattro delle dieci posizioni: il padre di Nakamaro, Fujiwara no Muchimaro, promosso nel 734 a udaijin o Ministro della Destra, e i fratelli di quest'ultimo, Fujiwara no Fusasaki, Fujiwara no Umakai e Fujiwara no Maro che si unirono al consiglio nel 731. I Fujiwara erano inoltre imparentati con l'imperatore perché sia la madre di Shōmu che la sua consorte, l'imperatrice Kōmyō, erano figlie di Fujiwara no Fuhito e zie di Nakamaro.
La morte dei quattro fratelli Fujiwara (Muchimaro, Fusasaki, Umakai e Maro) avvenuta nel 737 a causa di un'epidemia di vaiolo che uccise quasi un quarto della popolazione, comportò una ridefinizione della composizione del Gran Consiglio e uno spostamento del potere verso i nobili contrari al dominio del clan Fujiwara che giunsero ad occupare i ranghi più alti del governo; esempio ne fu Tachibana no Moroe, fratellastro dell'imperatrice Kōmyō, che assunse la carica di Ministro della Destra ricoperto in precedenza dal padre di Nakamaro.

#### La ribellione di Fujiwara no Hirotsugu
La rivalità che venne a crearsi tra gli eredi dei Fujiwara e tra loro e la fazione dei "principi imperiali" anti-Fujiwara composta da Moroe, membri delle famiglie O-tomo, Saeki e Agata-Inukai, ebbe come evento culminante la rivolta di Fujiwara no Hirotsugu che nel 740 insorse contro Moroe e venne poi sconfitto dalle truppe governative, segnando la fine del ramo Shikike e l'inizio dell'ascesa del Nanke, il ramo "meridionale" dei Fujiwara.

Dopo la fallita ribellione di Fujiwara no Hirotsugu, Nakamaro entrò nel consiglio degli alti dignitari. Fu nominato Ministro degli Affari Pubblici (民部卿, Minbukyō) nel 741 e due anni dopo capo del Ministero delle cerimonie, Shikibu-kyo (式部卿), una posizione che gli permise di selezionare lui stesso i funzionari e di collocare alleati in posti strategici. Nel 746 venne nominato governatore del Tōkaidō. Durante il regno di Shōmu partecipò a decisioni importanti, come quella di costruire il Grande Buddha (大仏殿), Daibutsu-den) all'interno del tempio buddista Tōdai-ji (東大寺).

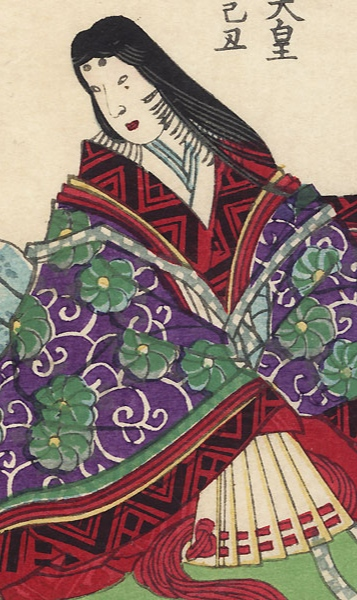
L'imperatrice Kōken in un dipinto di Kunisada III (1878)

#### Primo regno dell'imperatrice Kōken (749-758)
Nel 748 l'imperatore Shōmu abdicò a favore dell'unica figlia, la principessa Abe, cugina da parte di madre di Nakamaro. Salita al trono con il nome di Kōken (749-758), pose fine agli anni del controllo di Moroe.
Nei favori dell'imperatrice Kōken, Nakamaro ricoprì posizioni di corte sempre più importanti: nel 749 fu nominato Dainagon (大納言), Gran Consigliere; poiché quello stesso anno Moroe promosse il proprio figlio nel Gran Consiglio di Stato, con il concorso dell'imperatrice consorte Kōmyō, madre di Kōken, Nakamaro fondò il nuovo ufficio Shibi chūdai (紫微中台), su modello cinese ed estraneo alla struttura burocratica definita dal codice amministrativo Taiho, che doveva occuparsi degli affari dell'imperatrice Kōmyō; nel 757 ne divenne il responsabile (shibiryō 紫微令), creando una sorta di burocrazia parallela.
Fino alla morte di quest'ultima, avvenuta nel 760, l'ufficio ne promulgò e attuò gli editti di governo, senza passare per l'approvazione del Gran Consiglio, dando vita ad un'istituzione imperiale a più livelli, altamente complessa, nominalmente guidata dall'imperatrice Kōken, ma in cui sia l'imperatore in pensione Shōmu, sia la consorte Kōmyō potevano continuare a svolgere un potere considerevole e ad emanare editti imperiali.
Nel 757 Nakamaro venne nominato Ministro della Destra e comandante militare supremo (shibi-naishou 紫微内相) ed esercitò questo potere reprimendo la ribellione di Tachibana no Naramaro (橘奈良麻呂; 721–757) del clan Tachibana, figlio di Moroe, che insieme ad un gruppo che includeva Ōtomo no Komaro e Ono no Azumabito, aveva complottato per ucciderlo e spodestare l'imperatrice Kōken.
Nello stesso anno, avviò una serie di riforme istituzionali che incisero profondamente sull'organizzazione dello Stato e sulla struttura interna dei templi.

#### Regno dell'imperatore Junnin (758-764)

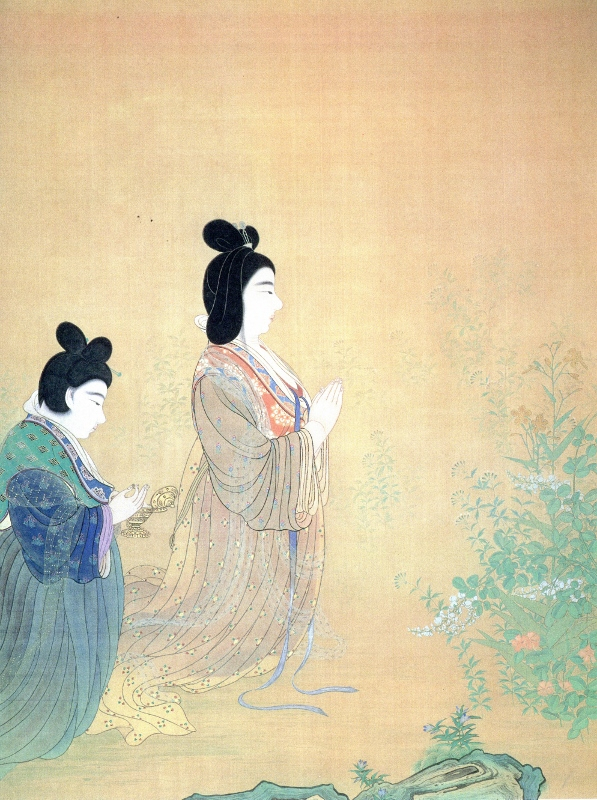
L'imperatrice Kōmyō (701-760), consorte dell'imperatore Shōmu e madre dell'imperatrice Kōken

Una delle conseguenze del fallito colpo di Stato del 757 fu la rinuncia di Kōken al trono e l'ascesa di Junnin (758-764), genero di Nakamaro, nell'ottavo mese dell'anno successivo. Inserito tra i tennō solo nel 1870, Junnin divenne noto come l' "imperatore deposto” (Junnin Haitei 廃帝) o il kairai 傀儡), il “burattino” di Fujiwara no Nakamaro.
Poco dopo essere giunto al trono, Junnin cambiò il titolo di Ministro della Destra detenuto da Nakamaro in taihō (大保, Grande Protettore), gli concesse il nome onorifico Emi no Asomi Oshikatsu 恵美朝臣押勝 e gli permise di usare il sigillo della famiglia Emi anziché il sigillo del Gran Consiglio. Durante il suo regno, Nakamaro dominò totalmente la corte; sotto di lui aveva 3.000 famiglie e 100 città e risaie.
A partire dal 759 Nakamaro iniziò a pianificare un'invasione su larga scala del regno coreano di Silla, con il fine di invadere la penisola e assoggettarla al Giappone, e per questo ordinò la costruzione di navi da guerra e di una forza d'invasione, ma questo progetto non ebbe poi seguito.
A conferma della posizione egemonica acquisita, nel 760 ottenne da parte dell'imperatrice in pensione Kōken il titolo di Daishi (大師), equivalente a quello di Cancelliere (Daijō-daijin 太政大臣) del Daijō-kan, la più alta designazione della burocrazia ritsuryō.
All'inizio dell'anno 760 vigeva quindi una situazione di potere assai complessa, caratterizzata dalla compresenza di un imperatore titolare (Junnin), un'imperatrice vedova (Kōmyō), un'imperatrice in pensione (Kōken), e un Daishi privo di rivali all'apice della burocrazia civile; tre dei principali attori di quest'epoca erano cugini: Kōken, Tachibana no Naramaro e Fujiwara no Nakamaro erano tutti nipoti di Fuhito, e Kōmyō era sia la madre che la zia di Kōken.
Con la morte dell'imperatrice vedova Kōmyō nel 760, la posizione di Nakamaro all'interno della corte mutò. Il conflitto nato tra l'imperatore Junnin, sostenuto da Nakamaro, e l'imperatrice Kōken che aveva conferito autorità a potere al monaco buddista Dōkyō (700–772), suo favorito, ̆portò a una scissione del potere imperiale. Nel 762 con un editto Kōken avocò a se stessa le questioni di stato e ridusse le responsabilità di Junnin alle questioni cerimoniali.

#### La ribellione di Fujiwara no Nakamaro
Nel 764 gli interventi dell'imperatrice si diressero direttamente su Nakamaro, al fine di indebolirne il potere e minarne la legittimità; nel mese di settembre Kōken fece prelevare la campana reale e il sigillo dal palazzo di Junnin e Nakamaro tentò di riappropriarsene con la forza, ma fu i suoi emissari vennero uccisi. Fuggito a Ōmi, una provincia strettamente legata ai Fujiwara, tentò di prendere il controllo del governo con la forza delle armi, pianificando una ribellione con l'aiuto delle sue truppe. Il suo piano però venne scoperto e, catturato, fu giustiziato insieme a una trentina di suoi stretti familiari e seguaci. Kōken depose Junnin e salì al trono come imperatrice Shōtoku lo stesso anno.

## Riforme istituzionali

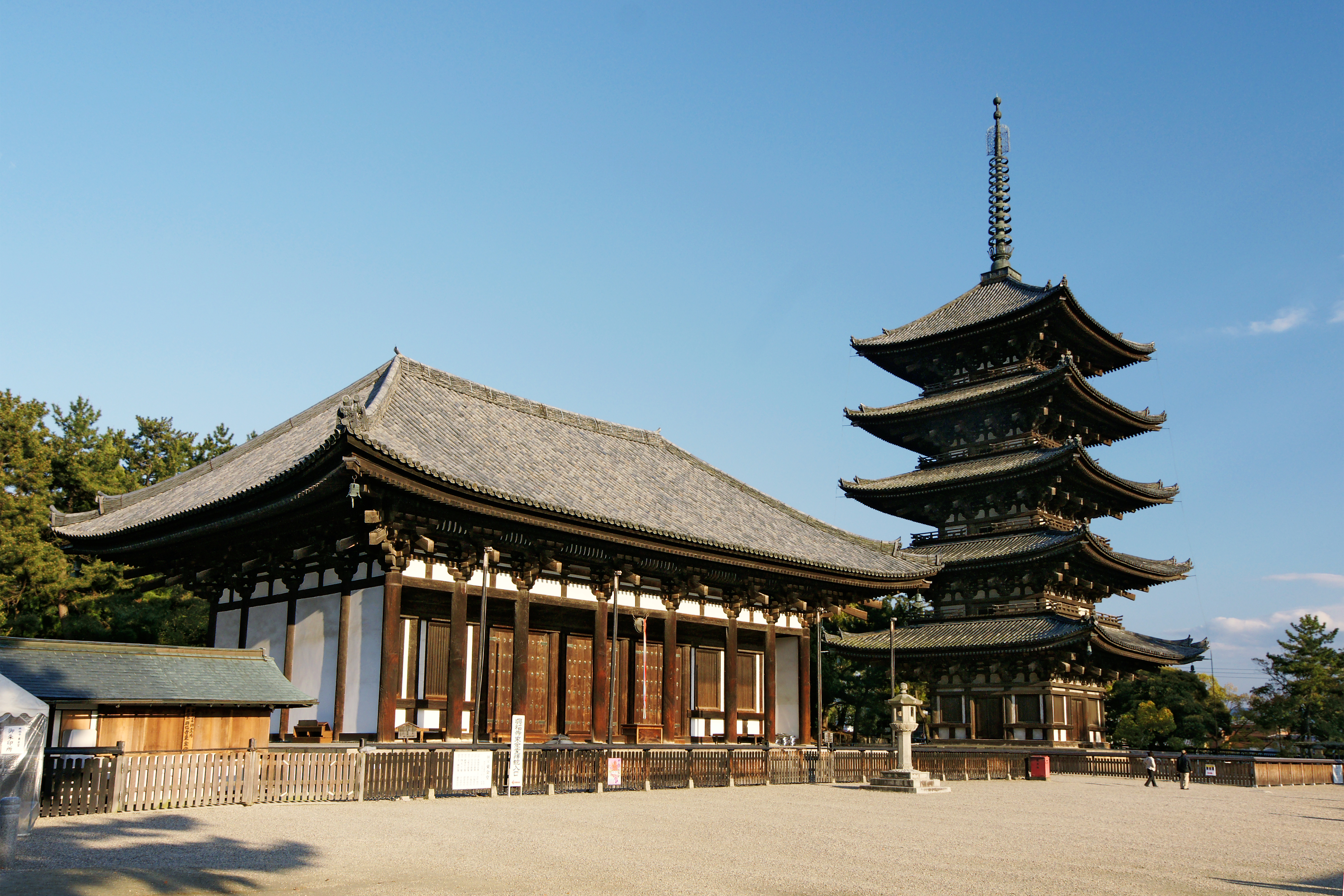
La pagoda a cinque piani e il Tō-kondō del Kofuku-ji

Nel 757, al culmine della sua influenza a corte, Nakamaro promosse l'entrata in vigore del Codice Yōrō (養老律令?, Yōrō ritsuryō), un corpus giuridico nato come revisione del codice Taiho, alla base dell'affermazione dello stato imperiale centralizzato, alla cui compilazione aveva contribuito nel 718 il nonno Fujiwara no Fuhito.
Quando venne nominato Ministro nel 758, utilizzando diversi testi storici cinesi, Nakamaro emise un decreto con il quale apportò un cambiamento dei titoli dei funzionari, riprendendo le designazioni e la nomenclatura degli uffici governativi della corte della dinastia Tang.
Donò inoltre un terreno originariamente appartenente a Kamatari al tempio Kōfuku-ji, luogo di culto principale del clan Fujiwara, e presso questo tempio introdusse la posizione di bettō (別当), tramite un emendamento al sistema di rango dei monaci, nominando con tale titolo il monaco Sho-so-zu Jikun (691–777) che avrebbe seguito le politiche di Nakamaro nei confronti della comunità buddista.

## Attività letteraria
Viene generalmente attribuita a Fujiwara no Nakamaro la paternità di una biografia del patriarca dei Fujiwara, Fujiwara no Kamatari, Taishoku kanden (大織冠伝), prima parte dell'opera Tōshi Kaden (藤氏家伝), o Fujiwara Kaden (Storia del clan Fujiwara). Di autore incerto risulta la seconda parte, comprendente le biografie dei figli di Katamari, Jōe e Fuhito, di cui il manoscritto riguardante quest'ultimo è andato perduto, mentre la terza, la biografia di Fujiwara no Muchimaro (Muchimaro den 武智麻呂), viene attribuita ad Enkei, un monaco probabilmente vicino a Nakamaro.
Un riferimento che confermerebbe Nakamaro come autore del Taishoku kanden è rappresentato dal titolo di "Grande Maestro" (Taishi) con cui all'inizio del Taishoku kanden viene chiamato l'autore dell'opera, lo stesso che gli era stato conferito nel 760 dall'imperatrice Kōmyō prima di morire.

### Taishoku kanden

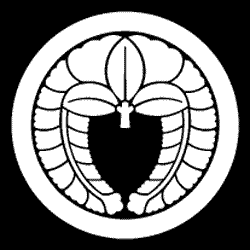
Emblema (mon) del clan Fujiwara

Pur ricavando molte delle informazioni dal Nihon Shoki, la biografia di Fujiwara no Kamatari si differenzia dalle prime storie imperiali; mentre il Kojiki e il Nihon Shoki erano incentrati sulla figura dei sovrani, nel Taishoku kanden l'attenzione è riservata alla figura morale del ministro di corte, esemplificato nelle doti del capostipite della dinastia Fujiwara, il bisnonno Fujiwara no Kamatari, che contribuì a distruggere il potere del clan dei Soga e fu artefice della riforma Taika.
Temi prevalenti nella biografia di Kamatari, scritta da Nakamaro, sono le origini sacre attribuite all'illustre antenato, la cui discendenza, riprendendo gli dei menzionati nel Kojiki, è ricondotta alla figura mitologica del dio Ame-no-Koyane, e la rappresentazione del patriarca dei Fujiwara come mano del sovrano e suo servitore morale, una narrazione finalizzata a costruire un legame tra i Fujiwara e la stirpe dei sovrani e a legittimare la posizione politica di Nakamaro attraverso gli autorevoli esempi degli antenati.
Nakamaro, tuttavia, venne in parte dimenticato dai successivi membri del clan cui apparteneva perché considerato un traditore (gyakuzoku), un'immagine riportata nella storia imperiale Shoku Nihongi, nella quale viene dipinto come un uomo avido di potere e un usurpatore del trono, un'interpretazione in seguito problematizzata da diversi studiosi giapponesi e occidentali.
Sul fronte dell'istruzione e della cultura Nakamaro avviò anche altre attività: nel 757 emanò un editto nel quale venivano indicati i testi che dovevano essere studiati dagli studenti della Daigakuryo, l'accademia in cui venivano formati i funzionari; tra quelli di storia comprese diversi classici cinesi, esempio di come fosse pervasiva nella corte del tempo l'influenza di questa cultura, e di come Nakamaro ritenesse essenziali per uno stato forte l’organizzazione e l’implementazione dello studio della storia.

## Politica religiosa

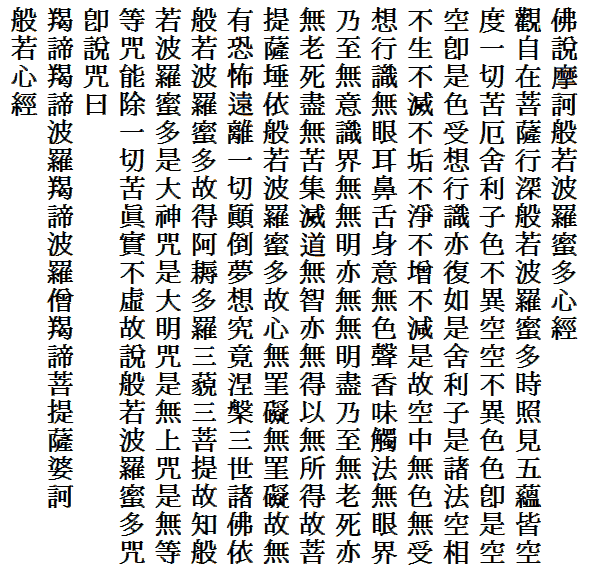
Hannya shingyo (Sutra del Cuore)

È stata spesso sottolineata la preferenza quasi esclusiva di Nakamaro per il confucianesimo; essa, tuttavia, andrebbe compresa nel più ampio interesse che egli dimostrò per la cultura della Cina Tang. Diverse indicazioni, come la costruzione di templi e statue, che Nakamaro promosse anche a proprie spese, e la sua attività di copiatura di sutra in uno scriptorium privato, porterebbero infatti a ritenere che egli attribuisse grande valore al buddismo.
Nakamaro svolse un importante ruolo nel progetto di copiatura del Sutra del Cuore (in sanscrito Prajñāpāramitā Hṛdaya; in giapponese Hannya shingyō), uno dei più famosi testi del buddhismo mahayana, commissionato nel 757 e nel 763 al tempio Todaiji, e ritenuto un sutra di protezione dello stato. Le due date coinciderebbero con particolari circostanze: nel 757 Nakamaro, a capo dell'esercito imperiale, represse la ribellione di Tachibana no Naramaro e dopo il fallito colpo di Stato l'imperatrice accolse la richiesta del cugino di rilanciare a Kōfukuji 興福寺, il tempio di famiglia a est del palazzo, il rituale yuima-e istituito da Kamatari, il capostipite del clan Fujiwara, con lo scopo di ricordarne le conquiste.
Sempre nel 757, Nakamaro emanò un editto con il quale sostenne l'evento annuale dell'Assemblea Vimalakırti. Il rituale yuima-e, basato sul Vimalakirti Sutra, rivestiva una grande importanza per la carriera monastica; la funzione rituale di “giudice” dello Yuima-e (tandai 探題) nel X secolo per decreto venne riservata al bettō (別当) del Kōfukuji.
Nel 763, al contrario, era il conflitto in fase crescente con l'imperatrice Kōken a minare il potere di Nakamaro, e in quell'anno, da quanto riportato in un documento dell'epoca, egli ordinò la produzione di mille copie del Sutra del Cuore, un progetto che tuttavia non fu mai portato a termine.